# Инград
ПАО «Инград» — инвестиционно-девелоперский холдинг. Штаб-квартира компании расположена в Москве.

## История
Компания была создана в 2012 году. В 2017 году ООО «Концерн „Россиум“» объявил об объединении девелоперских компаний ПАО «Опин» и АО «Инград» в единую компанию ПАО «Инград». Уставный капитал объединённой компании составил 41,2 млрд руб
Группа компаний «Инград» по итогам 2017 года вошла в число 5 крупнейших публичных строительных компаний России, а также стала лидером по темпам роста рыночной капитализации среди топ-100 публичных компаний рейтинга, подготовленного рейтинговым агентством медиагруппы МИА «Россия сегодня» «РИА Рейтинг». Капитализация компании в течение года возросла более чем в 8 раз. В 2019 году журнал Forbes впервые включил ПАО «Инград» в число 200 крупнейших частных компаний в России.
Компания специализируется на строительстве жилых кварталов комфорт- и бизнес-класса. Сегодня в ее портфеле проекты в Москве и Московской области площадью свыше 2,2 млн м².
По итогам 2018 года выручка всех застройщиков Московского региона выросла на 30 % до 1,04 трлн рублей. По этому показателю «Инград» вошла в тройку лидеров: по данным компании, ее выручка выросла с 15,1 млрд рублей в 2017 году до 53 млрд рублей — в 2018-м. Объем заключенных контрактов, включая жилые и нежилые помещения, в 2018 году составил 407 тыс. м², что в 2,7 раз больше, чем в 2017 году.
По состоянию на 1 сентября 2019 года компания входит в топ-10 российских застройщиков по объему текущего строительства. В 2019 году по данным рейтинга Forbes компания впервые возглавила 5-ку самых быстро растущих предприятий частного бизнеса.
По данным Единого ресурса застройщиков на июль 2021 года компания занимает 8 место в рейтинге крупнейших застройщиков РФ по объему текущего строительства и 6 место по московскому региону.
В 2023 году компания заняла 3 место в разделе «Застройщики жилья бизнес-класса» рейтинге Forbes «Рейтинг уверенности российских застройщиков» с выручкой за 2022 год в 83 млрд рублей.
В октябре 2023 года Национальное рейтинговое агентство повысило кредитный рейтинг компании «Инград» с уровня «BBB+(ru)» до «А-(ru)» со стабильным прогнозом.
17 октября 2024 года стало известно, что Sminex закрыла сделку по покупке девелопера «Инград» у концерна «Россиум». В состав Sminex вошли 19 девелоперских проектов «Инграда» на стадии строительства и проектирования в Москве и Подмосковье Их общая площадь, включая жилую, коммерческие помещения и социальную инфраструктуру, составляет 7,1 млн кв. м. После приобретения девелопера портфель реализованной недвижимости компании включает 117 проектов общей площадью 11,7 млн кв. м. В интервью президента Sminex Алексея Тулупова РБК от 30 июня 2025 года указано, что портфель реализованной недвижимости компании составляет 12 млн кв. м . 

## Собственники и руководство
Мажоритарным акционером компании являлся «Концерн „Россиум“». Акции ГК «Инград» котируются на фондовой бирже ММВБ.
Председателем совета директоров компании был Авдеев Роман Иванович.
Генеральный директор ГК Инград (до октября 2024 года) — Шевчук Павел Борисович .
В августе 2024 года появилась информация о продаже ПАО «Инград» компании Sminex. По предварительным данным, соглашения между сторонами на дату публикации новости достигнуты, но сделка, сумма которой составит 40 млрд рублей, еще не подписана. По информации СМИ кредитную линию для покупки застройщика предоставил Сбербанк.
В октябре 2024 года Sminex закрыла сделку по приобретению «Инград». Владельцем компании стал президент Sminex Алексей Тулупов. В интервью РБК в июне 2025 года он признал, что, если бы можно было приобрести не весь «Инград», а только некоторые его проекты, он бы «с удовольствием» это сделал и что в портфеле «Инград» были проекты комфорт-класса, которыми Sminex никогда не занималась и с которыми теперь ей приходится разбираться, «так как с ними не все так однозначно».

## Деятельность
Основной вид деятельности — девелопмент жилой и коммерческой недвижимости в Москве и Подмосковье. География проектов «Инград» включает различные районы старой и новой Москвы, а также города ближнего Подмосковья — по состоянию на январь 2020 года у компании в реализации 18 проектов. Общий объем текущего строительства составляет 1,4 млн м². Компания строит не только жилые дома, но и школы, детские сады, дороги и объекты спортивной инфраструктуры.
В 2021 заключен контракт на застройку промзоны на севере Москвы: планируется построить 550 тыс. кв. м жилой недвижимости, торговых и социальных объектов. Из них около 90 тыс. кв. м застройщик передаст под программу реновации. Инвестиции в строительство квартала оцениваются в 50 млрд руб.

### Рейтинги
- Рейтинговое агентство Национальные кредитные рейтинги (НКР) присвоило ПАО «Инград» в 2017 году рейтинговую оценку A-.ru со стабильным прогнозом. Рейтинг ежегодно подтверждался с 2018 по 2024 год[21], однако в декабре 2024 года рейтинговое агентство изменило прогноз со стабильного на негативный, оставив кредитный рейтинг ПАО «Инград» на уровне А-.ru[22].
- Рейтинговое агентство «Эксперт РА» присвоило в 2014 году ПАО «Инград» рейтинговую оценку A (II) со стабильным прогнозом, в 2016 году рейтинг был понижен до B++ и в том же году отозван[23].
- Рейтинговое агентство АКРА присвоило в 2017 году ПАО «Инград» рейтинговую оценку BBB+(RU) со стабильным прогнозом. Рейтинг ежегодно подтверждался (2018-2024), затем в 2024 году был понижен до BB+(RU), а в 2025 году отозван[24].
- Национальное рейтинговое агентство (НРА) в 2021 году присвоило ПАО «Инград» рейтинговую оценку BBB+ с прогнозом «стабильный», в 2022 году рейтинг был подтвержден. В 2023 году рейтинг повышен до А- со стабильным прогнозом, в 2024 году рейтинг А- подтвержден с прогнозом «развивающийся», затем понижен до BBB[25].

### Завершение долгостроя в Московской области
ГК «Инград» официально признана санатором ряда замороженных девелоперских проектов в Московской области. В декабре 2018 года в подмосковном Одинцове ГК «Инград» вручила ключи от квартир дольщикам ЖК «Гусарская баллада», который девелопер достраивал после банкротства компании «Жилищный капитал». Летом 2019 года ГК «Инград» выбрали достроить ЖК «Академик-2» в Мытищах, строительство которого велось 16 лет.

## Корпоративная социальная ответственность и благотворительность
С 2017 года ГК «Инград» оказывает поддержку благотворительному фонду «Арифметика добра». Проводятся совместные мероприятия, направленные на продвижение ценностей фонда. Например, «Инград» предоставляет фонду шоу-рум с полной отделкой и интерьером, чтобы помочь детям адаптироваться к самостоятельной жизни в квартире. Также при продаже квартир в одном из московских и подмосковных жилых комплексов от «Инград», компания перечисляет фонду «Арифметика добра» часть собственных средств на программу помощи потенциальным приемным семьям.
При поддержке ГК «Инград» в 2019 году в Государственном музее архитектуры имени А. В. Щусева стартовал новый международный выставочный проект «Шухов. Формула архитектуры». Также в 2019 году компания поддержала выставку «Эпоха модерна», которая стала самой посещаемой за всю историю музея. В 2018 году к Чемпионату мира по футболу в музее, также при поддержке «Инград» была проведена выставка «Архитектура стадионов», собравшая за три месяца работы тысячи посетителей. В 2019 году ГК «Инград» выступила специальным партнером тематической экспозиции, приуроченной к двадцатилетию Московского музея современного искусства.
Летом 2019 года ГК «Инград» поддержала детский футбольный клуб «Тотем», который представлял Россию на Чемпионате мира по футболу в Варшаве среди воспитанников детских домов и школ-интернатов. В 2019 году ГК «Инград» стала генеральным партнером «Абсолют Московский марафон 2019». Маршрут массовый забега был проложены мимо главных достопримечательностей Москвы. В 2020 году ГК «Инград» стала генеральным партнёром  «Гонки Героев Urban». Мероприятие состоялось 28 ноября в спорткомплексе «Лужники».

### Поддержка спортивного общества «Торпедо»
В 2018 года ГК «Инград» стала титульным спонсором ФК «Торпедо-Москва». В 2018 году ГК «Инград» и регбийный клуб «Торпедо-Москва» заключили партнерское соглашение.
В 2019 году началось строительство Физкультурно-оздоровительного комплекса (ФОКа) рядом с Центральной ареной спорткомплекса «Торпедо» им. Эдуарда Стрельцова.
В 2020 году ГК «Инград» начал реконструкцию Центральной арены спорткомплекса «Торпедо» им. Эдуарда Стрельцова, завершить которую планируется в конце 2025 года.
В 2025 году Sminex (в октябре 2024 году приобрёл «Инград») заявил, что выделит 7 млрд рублей на реконструкцию стадиона «Торпедо» имени Эдуарда Стрельцова в Москве и благоустройство прилегающей территории.

## Награды
- ЖК RiverSky лауреат международной премии «European Property Awards 2019—2020» в номинации «Residential high-rise development»[41];
- ЖК RiverSky победитель премии «Рекорды рынка недвижимости 2019» в номинации «Премьера года»[42];
- ЖК RiverSky победитель премии «Время инноваций — 2019» в номинации «Проект года»[43];
- ЖК RiverSky победитель премии Urban Awards 2019 в номинации «Премьера года»[44];
- ЖК «КутузовGrad I» победитель премии Urban Awards 2019 в номинации «Жилой комплекс комфорт-класса»[44];
- ГК «Инград» признана девелопером года по версии премии RREF Awards 2019[45];
- Команда ГК «Инград» признана лучшей по версии премии WOW Awards 2019[46];
- ЖК «Преображение» победитель премии Urban Awards 2018 в номинации «Лучший строящийся жилой комплекс комфорт-класса»[47];
- ЖК "Серебряный парк победитель премии Urban Awards 2018 в номинации «Самый экологичный жилой комплекс бизнес-класса Москвы»[47];
- ГК «Инград» стала лауреатом премии RREF Awards-2018 в номинации «Прорыв года»[48];
- ГК «Инград» победитель премии «Рекорды рынка недвижимости 2017» в номинации «Бренд года»[49];
- ЖК «КутузовGrad I» победитель премии «Рекорды рынка недвижимости 2017» в номинации «Жилой квартал Москвы № 1»[49];
- ЖК «Новое Медведково» победитель премии «Рекорды рынка недвижимости 2017» в номинации «Выбор покупателей»[49].